# Ray Fuller
Pour les articles homonymes, voir Fuller.
Ray Fuller était un biochimiste américain (16 décembre 1935 - 11 août 1996). Chercheur en pharmacologie dans les Laboratoires de Eli Lilly & Co, il participa à partir de 1963 à la création de la fluoxétine, un antidépresseur. Ce médicament, qui permet de combattre la dépression en ralentissant l'absorption de sérotonine par le cerveau, fut synthétisé en 1972 puis mis en marché en 1987.